# Prosto z ulicy
Prosto z ulicy – pierwszy, a zarazem jedyny album studyjny piotrkowskiej grupy hip-hopowej Born Juices, wydany w marcu 1997 roku.

## Lista utworów
1. Intro
2. Born Juices (Mix' 97)
3. Wszelka działalność
4. Gangsta
5. Traperka
6. Ballada O.P.G.
7. Rock It
8. Do... I O...
9. Mam pieniądze
10. Co będzie dalej
11. Oj! jak boli (czas rachunki wyrównać)
12. Pieczenie barana
13. Księgowa z M.O.K.
14. Cudowna kobieta
15. Nasz świat (Mega Red Mix)
16. Jak widzisz to ty (Bonus Track)